# Bauke Mollema
Bauke Mollema (nascido em 26 de novembro de 1986) é um ciclista holandês. Tornou-se piloto profissional em 2008. Atualmente compete para a equipe estadunidense Trek Factory Racing.